# Ꚁ
Ꚁ (minuskule ꚁ) je již běžně nepoužívané písmeno cyrilice. V minulosti bylo používáno v abcházštině. Jedná se o variantu písmena Д.